# Кеннан (Вісконсин)
Кеннан (англ. Kennan) — селище (англ. village) в США, в окрузі Прайс штату Вісконсин. Населення — 365 осіб (2020).

## Географія
Кеннан розташований за координатами 45°31′48″ пн. ш. 90°35′13″ зх. д. / 45.53000° пн. ш. 90.58694° зх. д. (45.530024, -90.586850).  За даними Бюро перепису населення США в 2010 році селище мало площу 5,14 км², уся площа — суходіл.

## Демографія
Згідно з переписом 2010 року, у селищі мешкало 135 осіб у 61 домогосподарстві у складі 44 родин. Густота населення становила 26 осіб/км².  Було 81 помешкання (16/км²).
Расовий склад населення:
| - 100,0 % — білих |

До двох чи більше рас належало 0,0 %. Частка іспаномовних становила 0,7 % від усіх жителів.
За віковим діапазоном населення розподілялося таким чином: 14,1 % — особи молодші 18 років, 64,4 % — особи у віці 18—64 років, 21,5 % — особи у віці 65 років та старші. Медіана віку мешканця становила 51,5 року. На 100 осіб жіночої статі у селищі припадало 101,5 чоловіків;  на 100 жінок у віці від 18 років та старших — 114,8 чоловіків також старших 18 років.
Середній дохід на одне домашнє господарство  становив 51 087 доларів США (медіана — 35 417), а середній дохід на одну сім'ю — 77 383 долари (медіана — 66 250). Медіана доходів становила 29 375 доларів для чоловіків та 27 500 доларів для жінок. За межею бідності перебувало 21,9 % осіб, у тому числі 26,3 % дітей у віці до 18 років та 13,6 % осіб у віці 65 років та старших.
Цивільне працевлаштоване населення становило 55 осіб. Основні галузі зайнятості: виробництво — 45,5 %, освіта, охорона здоров'я та соціальна допомога — 18,2 %, сільське господарство, лісництво, риболовля — 9,1 %, транспорт — 5,5 %.